# República Juliana
A República Juliana ou República Catarinense, oficialmente Republica Catarinense Livre e Independente, foi um Estado revolucionário proclamado na então província de Santa Catarina, do Império do Brasil (1822-1889), que constitui o atual estado brasileiro de Santa Catarina, em 24 de julho de 1839, e que perdurou até 15 de novembro do mesmo ano. Foi uma extensão da Guerra dos Farrapos (1835-1845), iniciada na província vizinha de São Pedro do Rio Grande do Sul, onde havia sido proclamada a República Rio-Grandense (1836-1845).
A República Juliana, proclamada por David Canabarro e Giuseppe Garibaldi, formou uma confederação com a república vizinha, porém, sem condições de expandir-se pela província de Santa Catarina, não conquistando a Ilha de Nossa Senhora do Desterro (atual Florianópolis), sede da província. Em novembro do mesmo ano (quatro meses após sua fundação), propiciaram-se condições para que as forças do Império retomassem Laguna, cidade-sede do governo da República Juliana. No planalto catarinense, Lages aderiu à revolução, mas submeteu-se no começo de 1840.

## A preparação
A Marinha Imperial Brasileira controlava as principais vias de comunicação dos farrapos, a lagoa dos Patos, entre Porto Alegre, Pelotas e Rio Grande e a maior parte dos rios navegáveis. Foi preciso engendrar uma manobra incomum para conquistar um ponto que pudesse ligar o Rio Grande dos farrapos com o mar. Este ponto era Laguna, em Santa Catarina.
O primeiro passo era constituir a marinha rio-grandense. Giuseppe Garibaldi conhecera Bento Gonçalves da Silva ainda em sua prisão, no Rio de Janeiro, e obteria dele uma carta de corso para aprisionar embarcações imperiais.
O plano era criar um estaleiro em Camaquã, trazer os barcos pela lagoa dos Patos até o rio Capivari, e dali, por terra, sobre rodados especialmente construídos para isso, até a barra do rio Tramandaí, onde os barcos tomariam o mar.
Foram construídos, os lanchões Seival e Farroupilha, que após pouco tempo na lagoa dos Patos, eram fustigados pela retaguarda pelo temível John Pascoe Grenfell, comandante da marinha imperial na província. Despistando conseguem enveredar pelo estreito do rio Capivari, iniciando o caminho difícil por terra, por causa das chuvas invernais, que haviam tornado o chão um grande lodaçal.
Além disso, a região sul de Santa Catarina, já era desde 1836 um local frequentado por refugiados do Rio Grande do Sul, que fugiam da revolução, apesar de a apoiarem. Alguns dos refugiados aproveitavam para contrabandear pólvora e armamentos para a República Rio-Grandense.

## A tomada de Laguna
Em 14 de julho de 1839 os lanchões rumavam a Laguna, sob o comando geral de David Canabarro. O Seival era comandado pelo norte-americano John Griggs, conhecido como “João Grandão”, e o Farroupilha comandado por Garibaldi.
Na costa de Santa Catarina, próximo ao rio Araranguá, uma tempestade pôs a pique o Farroupilha, salvando-se uns poucos farrapos, entre eles o próprio Garibaldi.
Finalmente atacaram por terra, com as forças de Canabarro, e por água. Entrando em Laguna através da lagoa de Garopaba do Sul, cruzando a barra do Camacho, passando pelo rio Tubarão e atacando Laguna por trás, surpreendendo os imperiais que esperavam um ataque de Garibaldi pela barra de Laguna e não pela lagoa. Garibaldi, com o Seival, tomou Laguna com ajuda do próprio povo lagunense, a 22 de julho de 1839. A 29 de julho de 1839 proclama-se a República Juliana, para a preservação do porto em mãos republicanas. O nome "Juliana" refere-se ao mês da proclamação.
Após conquistar Laguna, as forças farroupilhas continuaram avançando para o norte, perseguindo as tropas imperiais, avançaram cerca de 70 quilômetros até a planície do rio Maciambu. O avanço foi contido devido a um entrincheiramento das forças imperiais protegido pela geografia do morro dos Cavalos, que dificultava o acesso das tropas farrapas e lhes bloqueava o avanço para o ataque a Desterro (atual Florianópolis).
Os farroupilhas fizeram incursões mais ao norte, chegando a atacar a barra de Paranaguá, em 31 de outubro de 1839. Uma escuna e um lanchão farroupilhas capturaram a sumaca Dona Elvira, porém foram combatidos pelos canhões da fortaleza e obrigados a retroceder. A escuna recuou rumo ao norte, porém o lanchão, mais pesado, por ali parou e foi capturado por uma lancha com vinte homens comandada pelo alferes Manuel Antônio Dias e a lancha Dona Elvira foi recuperada.

## A república
Com a tomada de Laguna , praticamente metade da província catarinense ficou em mãos republicanas e com a incorporação da vila de Lages, também sob controle rebelde, ao novo estado, o território da República Juliana se estendia do extremo meridional até o planalto catarinense.
Foi então organizada a República Juliana, sendo  convocadas eleições para constituição do governo. David Canabarro ficou à frente do governo da nova república até 7 de agosto de 1839, quando foi convocado o colégio eleitoral. Foram eleitos para presidente o tenente-coronel Joaquim Xavier Neves e para vice o padre Vicente Ferreira dos Santos Cordeiro, como Xavier Neves estava em São José bloqueado pelas forças imperiais, o padre Vicente Cordeiro assumiu a presidência.
Foi também montada uma estrutura para organizar e dirigir os assuntos de interesse do novo estado, ministros foram nomeados para as diversas áreas. A administração geral ficou a cargo de seu secretário de Estado, o italiano Luigi Rossetti. Antônio José Machado, juiz de paz, foi nomeado para o conselho governativo da República Juliana.
A república enfrentou uma série de dificuldades em seus quatro meses de existência, foram enfrentados problemas econômicos e políticos, além dos militares, com falta de pessoal e de recursos.
Apesar de toda mercadoria do porto ter sido apreendida e de todo o dinheiro abandonado na vila durante a fuga das tropas e do governo imperial, uma das primeiras medidas tomadas pelo Secretário de Estado foi solicitar ao governo da República Rio-Grandense um empréstimo. Para piorar a situação, a marinha imperial promoveu um bloqueio ao porto de Laguna, estrangulando o comércio e a comunicação da vila com o exterior.
Os revolucionários mantiveram por um longo período a pressão sobre Desterro.

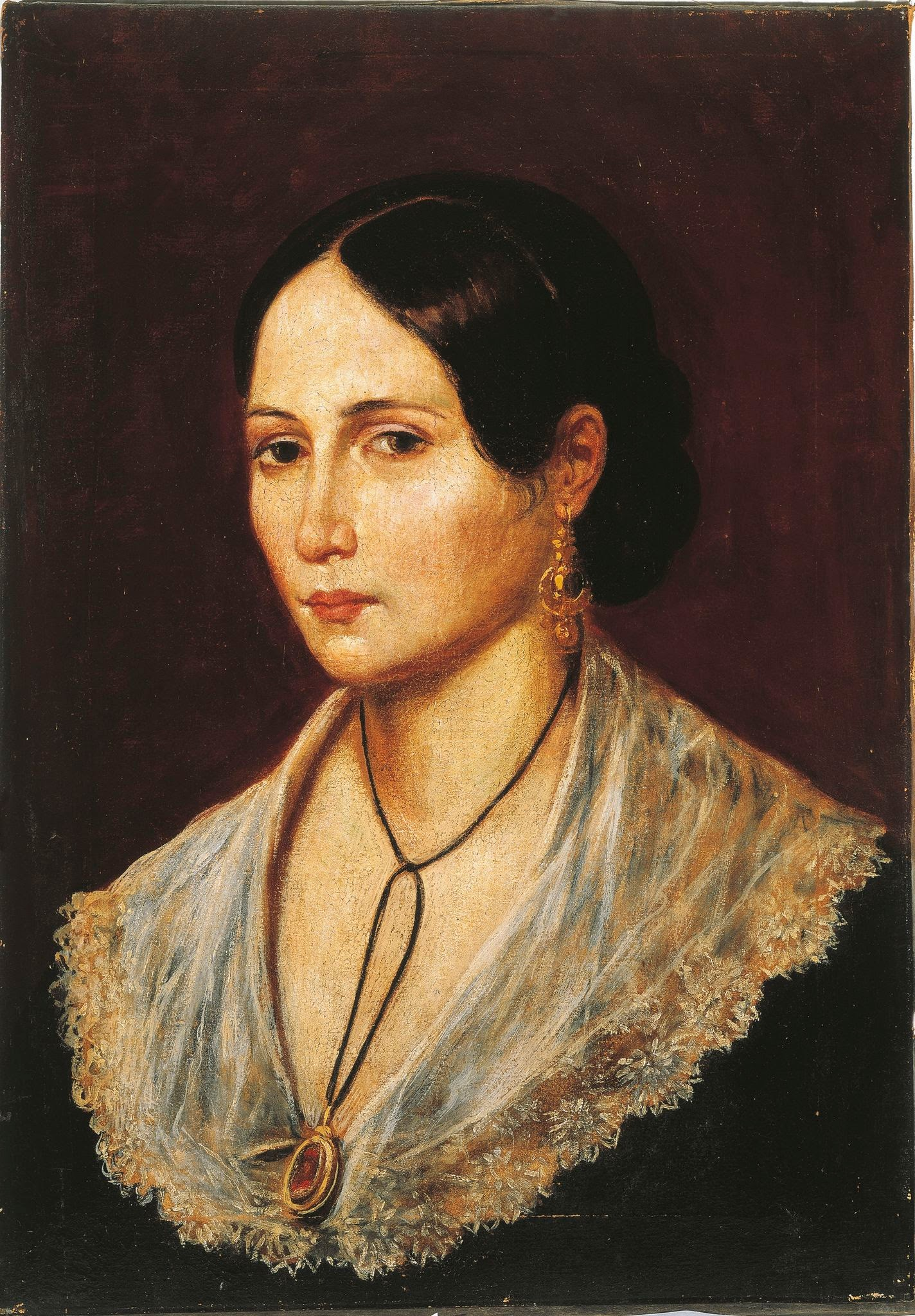
Retrato de Anita Garibaldi

Ainda em 11 de setembro ocorre a revolta da guarnição da Fortaleza da Barra do Sul, localizada no extremo sul da ilha de Santa Catarina, onde os militares imperiais rebeldes mataram o alferes reformado Pedro Fernandes e deixaram os revolucionários tomar posse da Fortaleza. Praticamente toda a guarnição da fortaleza, composta aproximadamente de 50 soldados, entre praças e oficiais, unem-se aos farroupilhas levando boa parte do armamento, munição e da pólvora existente. Entretanto já no dia 13 a fortaleza se encontrava novamente sob domínio imperial. A rebelião tinha sido incitada por João Rebelo de Matos, Bento José Roiz, José Pinto Ribeiro, João Francisco Régis, todos transferidos da Bahia e envolvidos na Sabinada, com o estopim sendo os constantes castigos físicos ordenados pelo comandante da fortaleza, José Joaquim Pereira. No final de outubro se retiraram para o sul.
Nesta epopeia, Giuseppe Garibaldi conhece  Ana Maria de Jesus Ribeiro, que passa a ser sua companheira nas lutas e na vida: surge então a lendária Anita Garibaldi.

## O fim da república
O bloqueio do porto e a continuada presença de tropas em Laguna afetaram interesses particulares e acabou por levar a população contra os republicanos. A falta de gêneros como sal e fumo e a dura repressão farroupilha levaram à deserção de lagunenses das linhas de frente e dos batalhões de defesa da vila às centenas. No início de novembro de 1839, os habitantes da Freguesia de Imaruí se revoltaram contra os rebeldes rio-grandenses. Giuseppe Garibaldi foi encarregado de combater a rebelião, que foi reprimida com força.
Os farroupilhas preparavam um ataque à ilha do Desterro, hoje Florianópolis, mas as forças imperiais contra-atacaram de surpresa, com força total. A frota da república, preparando-se para a invasão de Desterro, foi descoberta na foz do rio Maciambu e destruída.

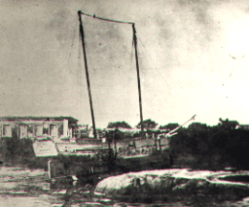
Lanchão Seival

Comandados pelo novo presidente da província, general Francisco José de Sousa Soares de Andrea, mais de 3000 homens por terra, e por mar,  uma frota de 13 navios, mais bem equipados e mais experientes, retomaram Laguna a 15 de novembro de 1839, expulsando os revolucionários.
Terminou assim a República Juliana; porém a República Riograndense, confederada a esta, durou até 1 de março de 1845, quando foi celebrada a paz pelo tratado de Poncho Verde, e a república integra-se ao Império do Brasil.
No Museu Anita Garibaldi, em Laguna, está exposta uma "Nota Promissória" de vultosa quantia para a época, assinada pela República Juliana em favor da República Rio-Grandense. Ao lado constam os seguintes dizeres: "A República Catarinense já nasceu devendo."
Em 1845, a província de Santa Catarina, já inteiramente pacificada, recebeu a visita do imperador Pedro II e da imperatriz Teresa Cristina.

## Legado
O município de Laguna permanece fortemente influenciado pela República Juliana; sua bandeira é composta da tricolor verde-branca-amarela usada pela República Juliana com a adição do brasão municipal ao centro, além de serem comemoradas anualmente a Independência da República Juliana e a Tomada de Laguna.
A história da República Juliana já foi abordada em diversos livros, como Anita Garibaldi — A Guerreira da Liberdade de Adilcío Cadorin, e A Casa das Sete Mulheres de Letícia Wierzchowski. O romance de Wierzchowski gerou uma minissérie de mesmo nome em 2003, que teve 52 episódios produzidos pela Rede Globo, com Thiago Lacerda e Giovanna Antonelli como Giuseppe e Anita Garibaldi, respectivamente. Também foi adaptada em peça teatral com A Tomada de Laguna, inspirada pelo livro de Cadorin, que conta a história de amor de Giuseppe e Anita Garibaldi, passando pela proclamação da República Catarinense. Encenada ao ar livre em Laguna desde 1999, nos fins-de-semana do mês de julho, tem como cenários os locais onde ocorreram os fatos, e apresenta Werner Schünemann e Samara Felippo nos papéis principais.
A República Juliana foi citada como uma das referências utilizadas para a criação do movimento secessionista O Sul é o Meu País, em 18 e 19 de julho de 1992 em Laguna, que objetiva, por vias democráticas e plebiscitárias, a separação da região Sul do Brasil para a formação de um novo país.